# Seewoosagur Ramgoolam
Seewoosagur Ramgoolam (SSR) (ngày 18 tháng 9 năm 1900 - ngày 15 tháng 12 năm 1985), thường được gọi là Chacha Ramgoolam, là một nhà chính trị, chính khách và nhà từ thiện Mauritius. Ông là một nhà lãnh đạo trong phong trào độc lập Mauritius, và từng là Chief Minister và Thủ tướng đầu tiên của Mauritius, cũng như chức Toàn quyền thứ sáu của nước này. Ông là Chủ tịch của Tổ chức Thống nhất châu Phi từ năm 1976 đến năm 1977. Là lãnh đạo của Đảng Lao động, Ramgoolam chiến đấu cho quyền lợi của người lao động và dẫn Mauritius đến độc lập vào năm 1968. Là Thủ tướng đầu tiên của Mauritius, ông đã đóng một vai trò rất quan trọng trong việc định hình chính phủ, văn hóa chính trị và chính sách đối ngoại hiện đại của Mauritius.